# 于英杰
于英杰（1973年10月—），男，汉族，内蒙古赤峰人。中华人民共和国政治人物。1993年10月加入中国共产党，1995年7月参加工作，工学博士。曾任山西省副省长，现任中共北京市委常委、教育工委书记。

## 简历
1995年毕业于北京理工大学机电工程学院机械设计及制造专业；2002年取得北京理工大学机电工程学院导航、制导与控制专业博士（硕博连读），后进入中国科学院空间科学与应用研究中心任助理研究员。2013年8月，任中国科学院重大科技任务局副局长；2016年6月，任中国科学院微小卫星工程中心（上海微小卫星工程中心）主任；2018年5月，任中国科学院重大科技任务局局长；2020年11月，任中国科学院党组成员兼副秘书长、重大科技任务局局长；
2021年4月，任山西省人民政府副省长。
2023年1月，任北京市人民政府副市长。同年12月，升任中共北京市委常委，并兼任教育工委书记。